# اندیس ایش پاش۱
ایش پاش۱ یک اندیس فلزی است که در حوالی شهر هودیان استان سیستان و بلوچستان قرار دارد و مادهٔ معدنی موجود در آن، مس است.  